# VLM Airlines
Pour les articles homonymes, voir VLM.
VLM Airlines, (Code AITA : VG ; code OACI : VLM), abréviation en néerlandais de Vlaamse Luchttransportmaatschappij (qui se traduit en français par « Compagnie de transport aérienne flamande »), était une  compagnie aérienne régionale belge fondée en 1992, qui fit faillite le 31 août 2018.
Son siège se trouvait à Anvers et l'aéroport d'Anvers était sa base principale.

## Rachat et faillite
En janvier 2008, la compagnie est rachetée par le groupe Air France-KLM et devient une filiale de CityJet, une autre compagnie aérienne régionale acquise par Air France-KLM en 2002, et commercialise alors ses vols sous cette marque depuis 2009. En 2014, VLM, tout comme CityJet, est rachetée par Intro Aviation GmbH, puis change à nouveau de propriétaire quelques mois plus tard seulement, fin 2014, pour redevenir indépendant dans le cadre d'un rachat par ses propres dirigeants. VLM Airlines opérait à la fois des lignes régulières sous son propre nom et des vols charter.
La compagnie a déposé son bilan et cesse toute opération le 22 juin 2016. La compagnie est reprise en 2017 par SHS Antwerp Aviation et obtient une licence slovène. Elle est basée dans un premier temps à Maribor. Le 30 octobre 2017, elle rouvre sa ligne historique entre Anvers et Londres en se posant à Londres-City, une ligne abandonnée trois jours plus tôt par City Jet. Les ambitions de la nouvelle structure sont énormes : VLM reprend le 11 novembre 2017 deux A320 de Thomas Cook Airlines Belgium, dont les vols sont assurés depuis Bruxelles par Brussels Airlines. Elle n'a pas encore[Quand ?] communiqué sur ses nouvelles destinations ou ses activités de charter mais elle annonce[Quand ?] vouloir faire l'acquisition de A330, qui devraient desservir la Chine.
La compagnie n'a finalement pas le temps de faire aboutir ses derniers projets. À la suite de la mise en liquidation de sa société mère, Antwerp Aviation, elle cesse toute activité le 31 août 2018.

## Chronologie

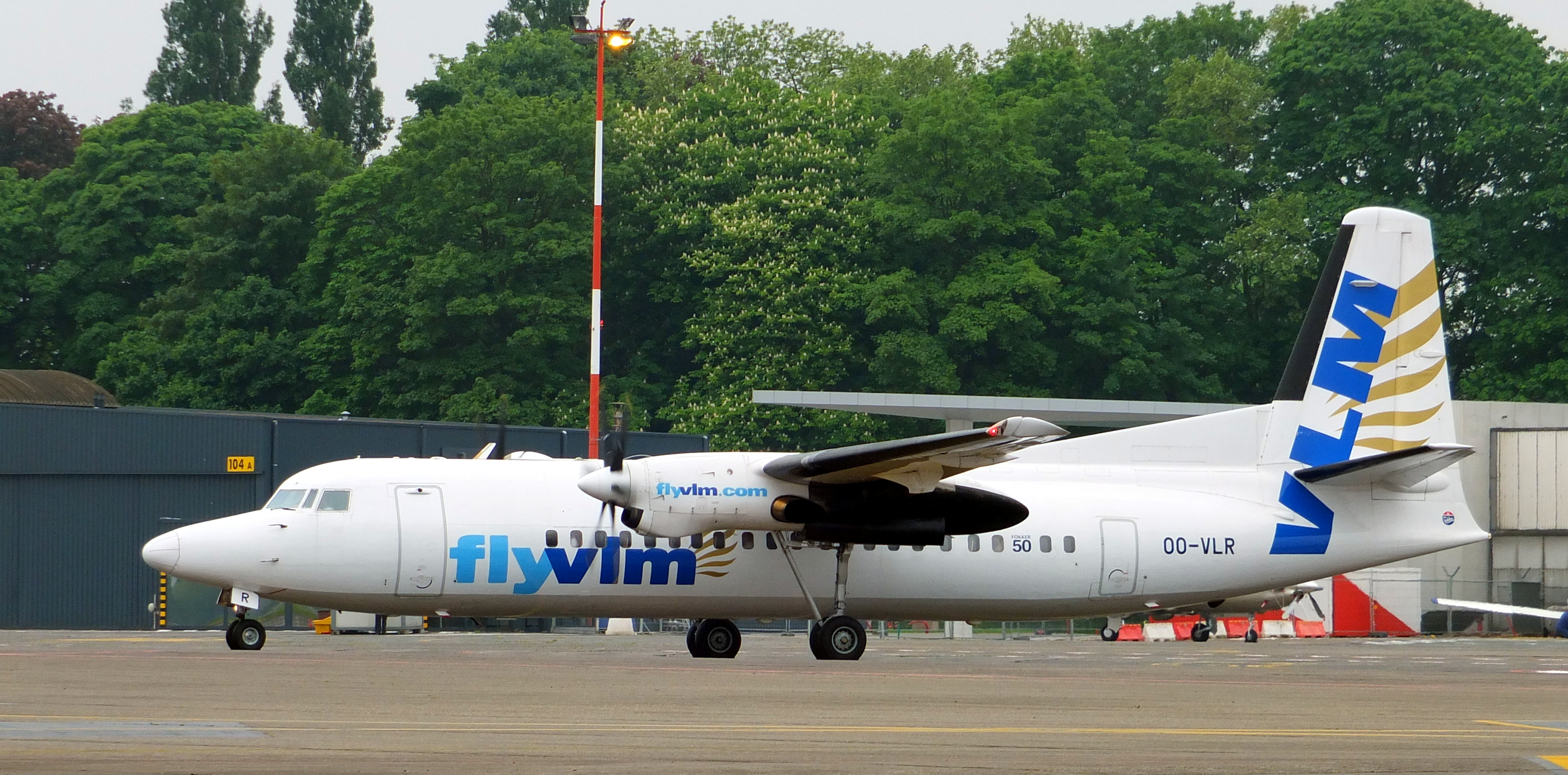
VLM Fokker F50 en 2015.

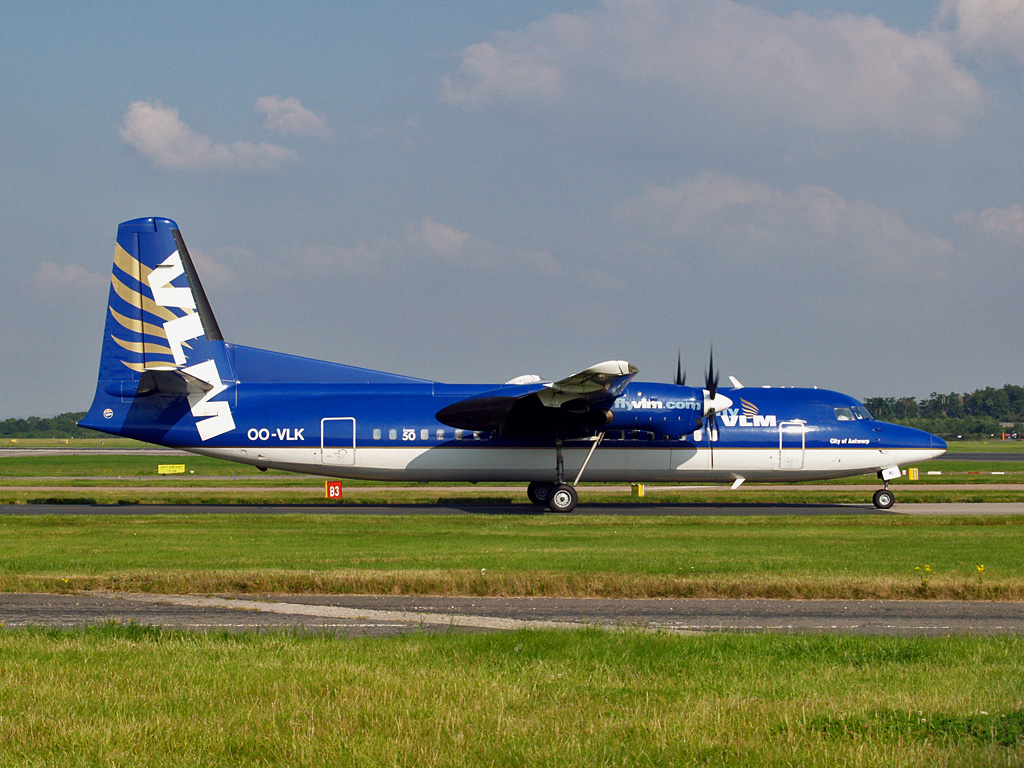
VLM Fokker F50 en 2008.

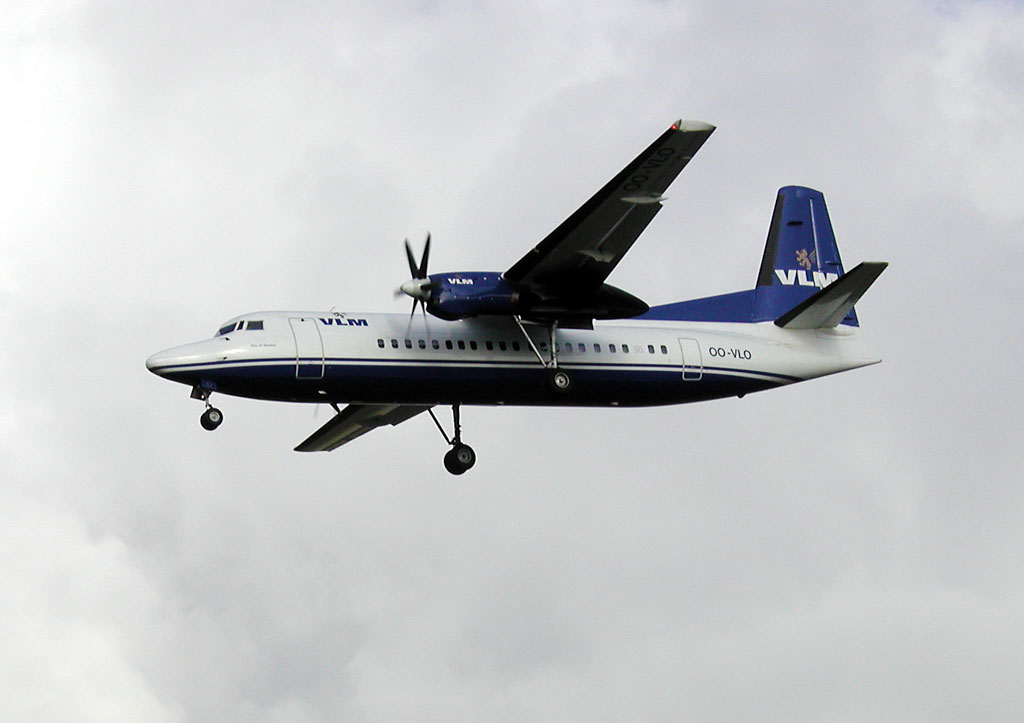
VLM Fokker F50 en 2005.

- 1992 : création de la Vlaamse Luchttransportmaatschappij ; la société accomplit alors surtout des vols charters.
- 1993 : premier vol Anvers - Londres-City. La compagnie est alors une des pionnières parmi les utilisateurs de cet aéroport qui vient d'ouvrir dans les docks londoniens.
- 1994 : inauguration de Rotterdam - Londres-City. La prédominance de l'aéroport de Londres-City dans le réseau VLM se précise.
- 1996 : ouverture de Londres-City - Düsseldorf. La ligne sera fermée en 2003.
- 1998 : ouverture de Rotterdam-Manchester, fermée elle aussi en 2003, mais aussi et surtout de Londres-City - Luxembourg en collaboration avec Luxair.
- 1999 : VLM dessert Jersey et Guernesey depuis Londres-City et Genève depuis Anvers. La ligne genevoise sera fermée en 2002.
- 2001 : après la faillite de la Sabena, VLM ouvre Londres-City - Bruxelles.
- 2002 : ouverture de Manchester - Londres-City.
- 2003 : ouverture de Rotterdam - Milan en partage de code avec Azzurra Air en janvier et fermeture en décembre 2003 ; la même année, VLM prend son indépendance sur Londres-City - Luxembourg.
- 2005 : ouverture de Amsterdam - Londres-City.
- 2006 : ouverture de Anvers - Manchester et Groningue - Londres-City.
- 2007 : Air France-KLM annonce le rachat de la compagnie VLM Airlines[4],[5]
- 2009 : disparition de la marque VLM au profit de CityJet[6].
- 2013 : mise en vente infructueuse de CityJet[7].
- 2014 : cession de CityJet à Intro Aviation
- novembre 2014 : rachat par ses propres dirigeants (management buy-out), la compagnie redevient indépendante.
- janvier 2015 : ouverture de la première « nouvelle » ligne régulière Anvers - Genève[8].
- 22 juin 2016 : faillite de la compagnie.
- 9 septembre 2016 : SHS Antwerp Aviation conclut un accord avec des réceptionnaires. SHS Antwerp Aviation appartient à la société néerlandaise SHS Aviation BV, détenue à 60 % par des investisseurs néerlandais et à 40 % par des Canadiens établis à Hong Kong. À partir de novembre 2016, elle emploie 15 personnes. Pour commencer les opérations, un nouvel AOC devra être demandé. La nouvelle flotte aura sept Fokker 50.
- 30 octobre 2017 : réouverture de Anvers - Londres-City.
- 10 novembre 2017 : VLM reprend deux Airbus A320 et l'AOC de Thomas Cook Airlines Belgium.
- 24 novembre 2017 : VLM annonce ouvrir une nouvelle ligne entre Anvers et Zurich à partir du 22 janvier 2018.
- 10 janvier 2018 : VLM annonce ouvrir trois nouvelles lignes au départ de l'aéroport d'Anvers vers Munich, Maribor et Birmingham à compter du 12 février 2018.
- février 2018 : un investisseur néerlandais, SF Aviation Management B.V., reprend les anciennes activités de Thomas Cook sous le nom VLM Airlines (Brussels). Un des deux A320 retourne à Thomas Cook. La nouvelle société assure des vols charters et ACMI.
- 3 avril 2018 : annonce de l'ouverture de trois nouvelles lignes au départ de  l'Aéroport d'Anvers vers Rostock via Cologne/Bonn-Konrad Adenauer et vers Aberdeen-Dyce à partir du 4 juin 2018.
- 23  avril 2018 : annonce de l'ouverture d'un nouveau hub et de nouvelles lignes depuis l'aéroport d'Anvers et l'aéroport d'Ostende-Bruges vers Manchester à partir du 1er octobre 2018. Ce projet est néanmoins rapidement abandonné.
- 6 août 2018 : annonce de la suppression, dans les prochaines semaines, de toutes les lignes régulières à l'exception des vols vers Londres et Zürich et une réorientation de VLM vers les vols charters. La compagnie décide aussi de se défaire prochainement de ses Fokker 50 et de leur remplacement par un avion non encore déterminé destiné à ses opérations charter.
- 31 août 2018 : VLM annule l'ensemble de ses vols et annonce la cessation immédiate de toutes ses activités à la suite de la mise en liquidation de l’entreprise mère, la néerlandaise Antwerp Aviation.

## Flotte
En juin 2016, au moment de la disparition de la compagnie, la flotte de VLM, d'un âge moyen d'environ 26 ans, était composée de 11 appareils. 

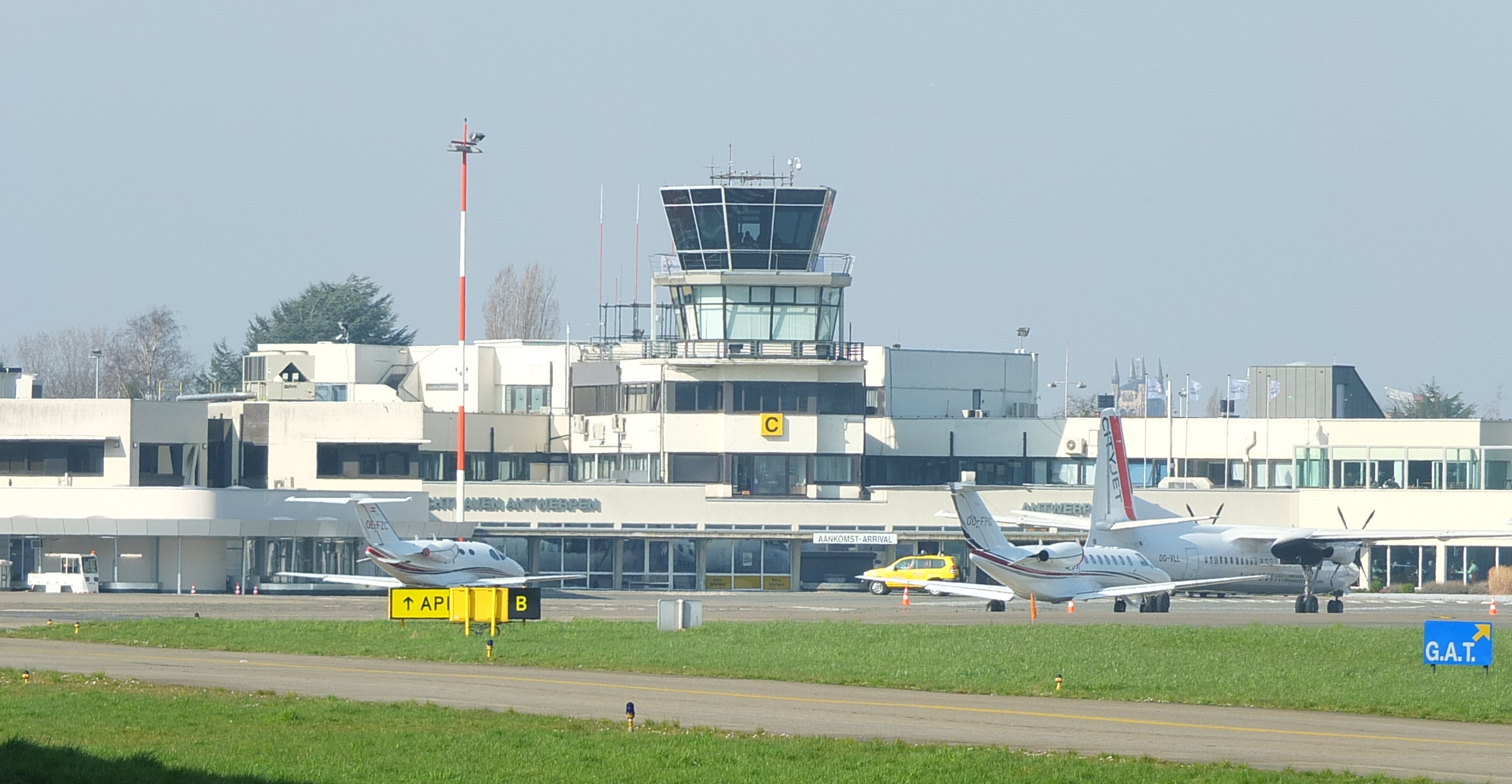
Antwerp International Airport

Fin 2014, VLM Airlines avait signé une lettre d’intention avec Iliyushin Finance Co. portant sur le leasing pendant douze ans de deux Soukhoï Superjet 100, avec options pour deux autres et des droits d’achat sur 10 avions de plus. L'accord n'a jamais été conclu de manière définitive. Si la vente s'était faite, VLM serait devenu le premier opérateur européen du biréacteur régional russe, avec des livraisons prévues initialement pour le troisième trimestre de 2016,.
Au 10 novembre 2017, la flotte de VLM Airlines est constituée de 7 avions. 2 avions supplémentaires sont en commande.
| Avion       | En Service | En commande 3 ATR42-600 | Notes                                     |
| ----------- | ---------- | ----------------------- | ----------------------------------------- |
| Airbus A320 | 2          | —                       | Transféré de Thomas Cook Airlines Belgium |
| Fokker F50  | 6          | —                       |                                           |
| Total       | 8          | —                       |                                           |

En août 2018, la compagnie disposait de 6 Fokker 50..

## Destinations
- Belgique
  - Anvers

- Royaume-Uni
  - Londres-City

- Suisse
  - Zurich